# 东广场站
东广场站是位于吉林省长春市宽城区的一个车站，属于长春轨道交通3号线。

## 车站构造
一个岛式月台，为地下车站。

## 历史
- 2021年12月31日开通使用[1]。

## 车站周边
- 长泰大桥
- 光复路
- 伪满皇宫博物馆（正门）